# 蘇維埃茨基 (漢特-曼西自治區)
61°21′41″N 63°35′03″E / 61.3614°N 63.5842°E
蘇維埃茨基（俄語：Сове́тский）是俄羅斯漢特-曼西自治區西部的一個城市，距漢特-曼西斯克以西470公里。2002年人口23,230人。
1963年開埠，1997年建市。